# Сольватация
Сольвата́ция (от лат. solvo «растворяю») — электростатическое взаимодействие между частицами (ионами, молекулами) растворённого вещества и растворителя. Сольватация в водных растворах называется гидратацией. Образующиеся в результате сольватации молекулярные агрегаты называются сольва́тами (в случае воды — гидратами). В отличие от сольволиза, объединение однородных частиц в растворе называют ассоциацией.
Представление о сольватации ионов было введено одновременно и независимо И. А. Каблуковым и В. А. Кистяковским в 1889—1891.

## Механизм
Сольватация состоит в том, что молекула растворённого вещества оказывается окружённой сольватной оболочкой, состоящей из более или менее тесно связанных с ней молекул растворителя. В результате сольватации образуются сольваты — образования постоянного или переменного состава. Время жизни сольватов определяется характером и интенсивностью межмолекулярных взаимодействий; даже в случае сильного взаимодействия время жизни отдельного сольвата мало из-за непрерывного обмена частицами в сольватной оболочке.
В соответствии с типами межмолекулярного взаимодействия выделяют неспецифическую и специфическую сольватацию. Неспецифическая сольватация обусловлена ван-дер-ваальсовыми взаимодействиями, специфическая сольватация проявляется главным образом вследствие электростатических взаимодействий, координационных и водородных связей.

## Применение
Сольватация приводит к тому, что тип растворителя изменяет скорость химических реакций (до 109 раз), определяет относительную устойчивость таутомеров, конформеров, изомеров, влияет на механизм реакций. Положения кислотно-основных равновесий в значительной степени определяются сольватирующей способностью растворителя.
На влиянии сольватации на характеристики электронных спектров поглощения и испускания основано явление, называемое сольватохромией.